# Klosterlandschaft El-Bariyah

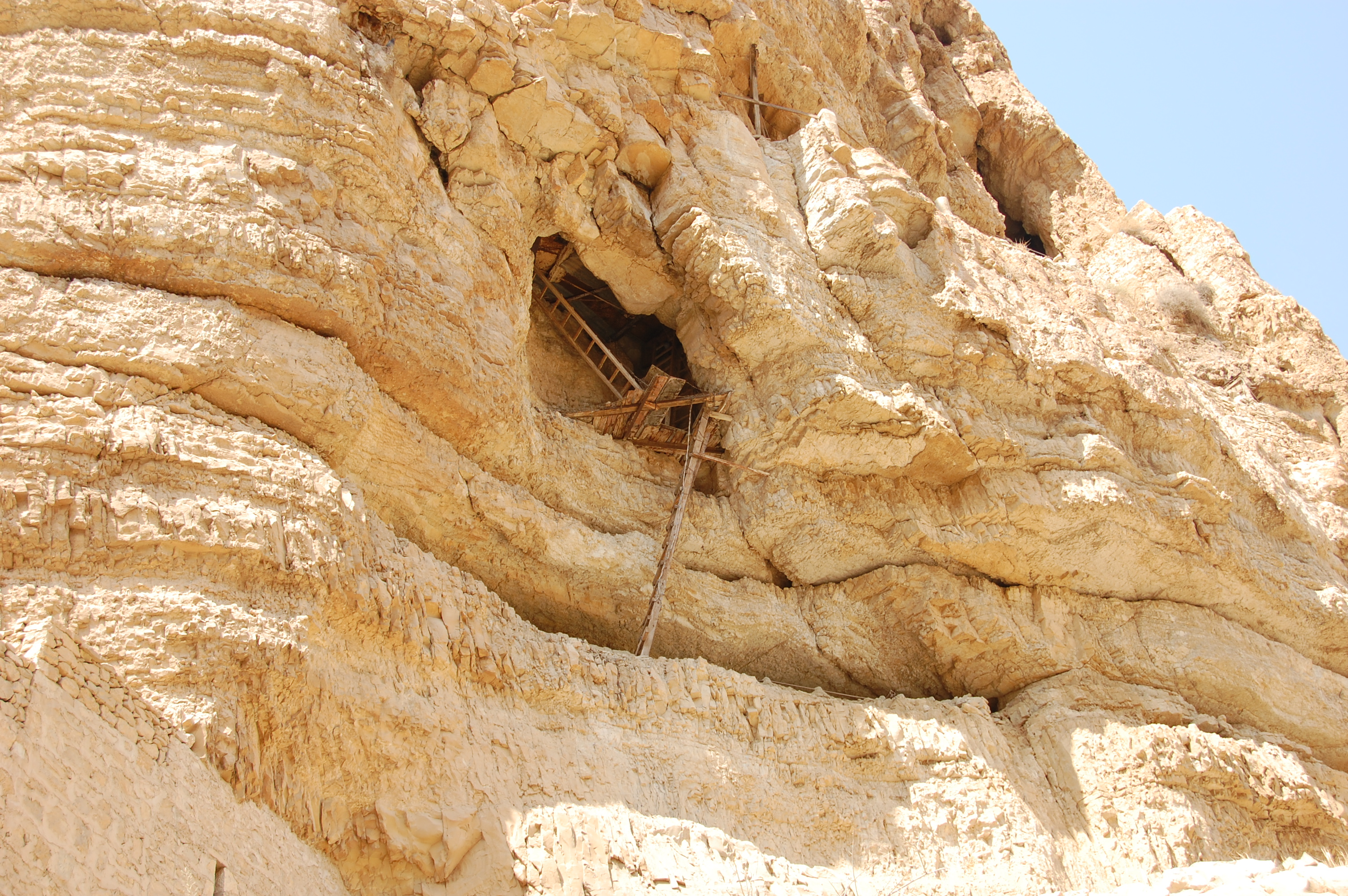
Eine Lawra (Einsiedelei), wie sie für das Mönchtum in der Judäischen Wüste typisch ist

Die Klosterlandschaft El-Bariyah (arabisch برية barrija „Wildnis“) ist eine Region in der Judäischen Wüste östlich von Jerusalem. Sie liegt in den Palästinensischen Autonomiegebieten und wurde 2012 auf die Tentativliste des UNESCO-Weltkulturerbes gesetzt.

## Beschreibung

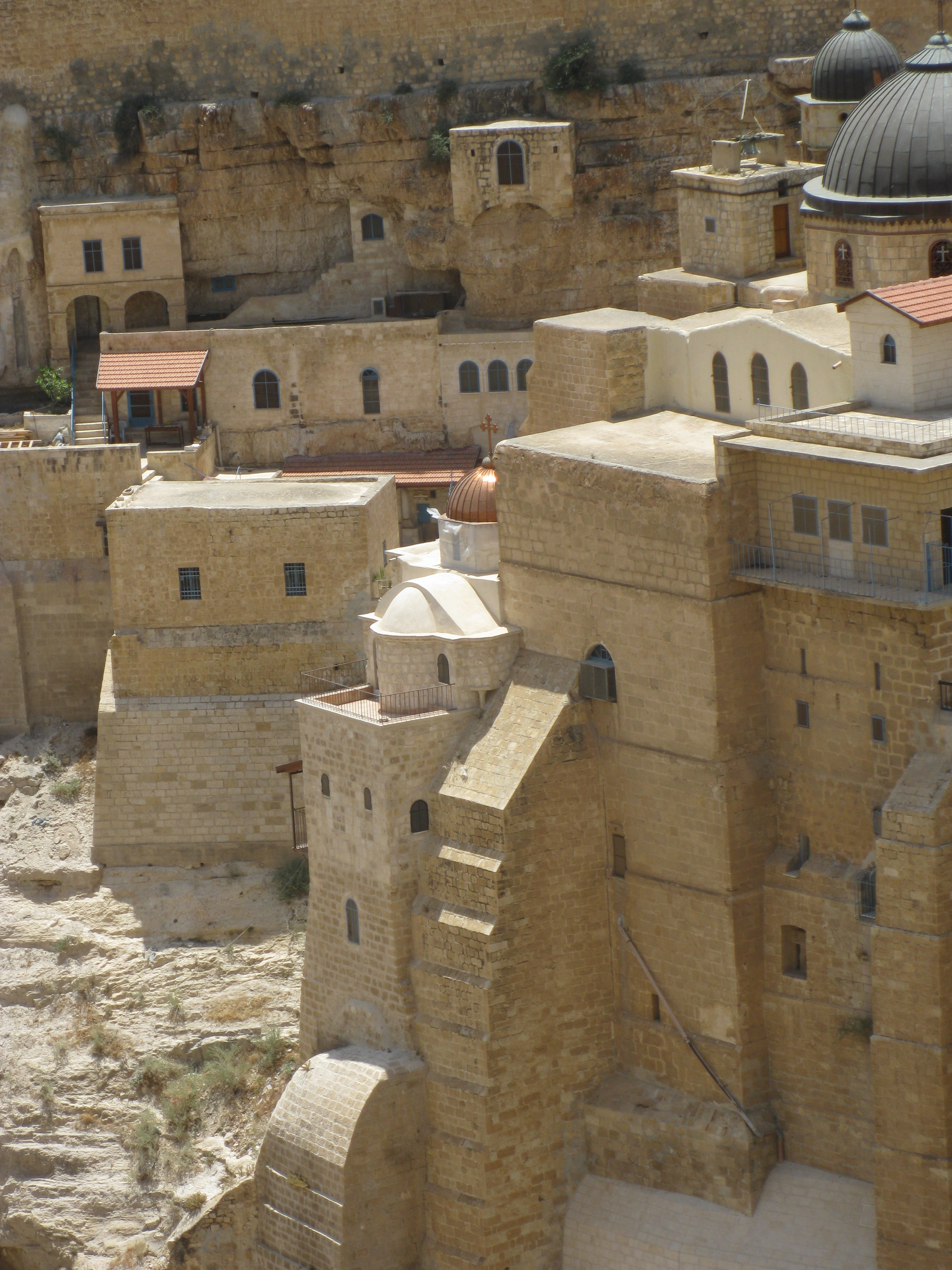
Kloster Mar Saba

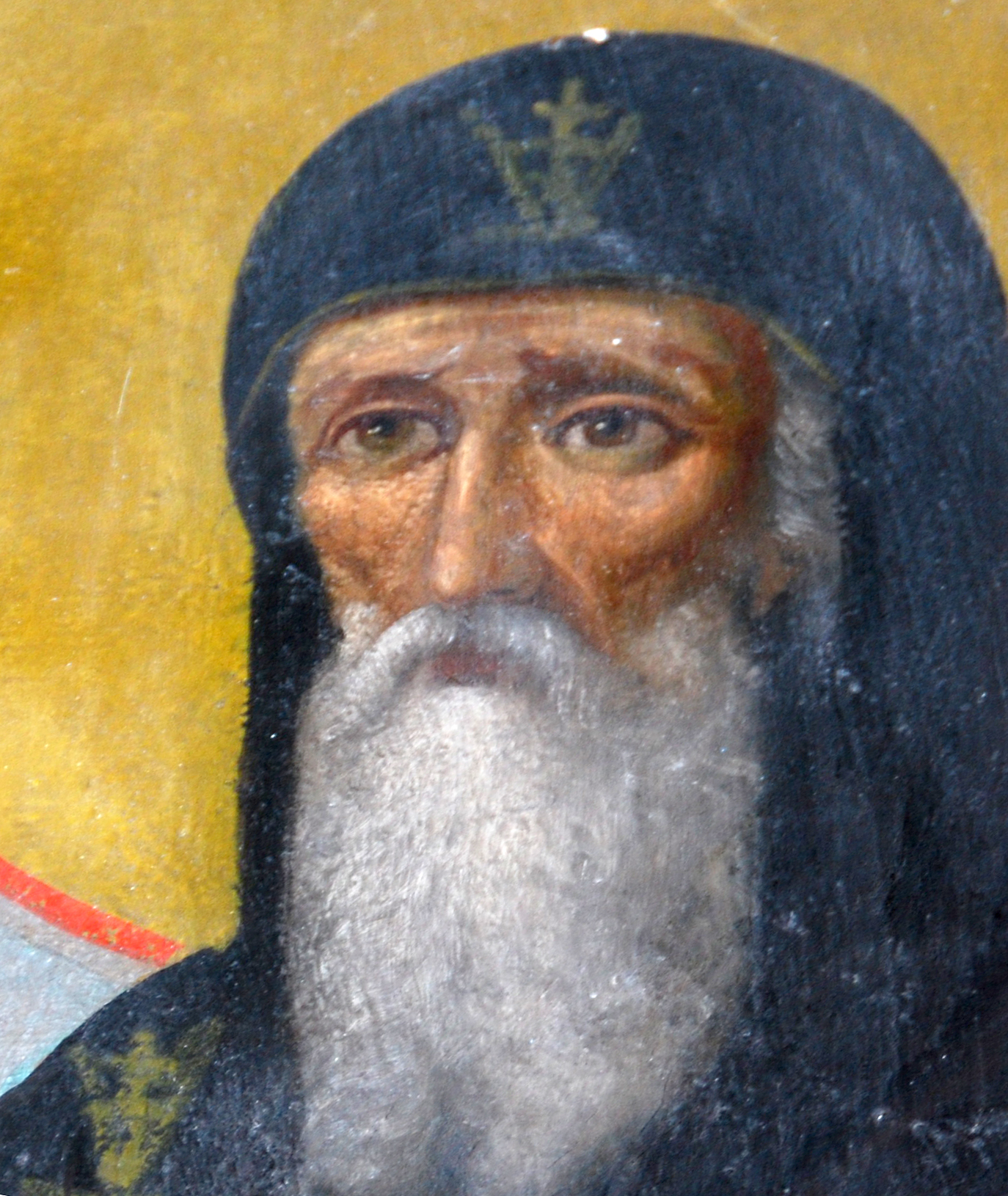
Chariton der Bekenner, Gründergestalt des Mönchtums in El-Bariyah

Es handelt sich um ein baumloses, arides Kalksteinplateau mit dünner Humusschicht, in das sich durch Erosion tiefe Wadis eingeschnitten haben, die ihr Wasser zum Toten Meer hin abführen. Im Regenschatten des zentralen Judäischen Hochlands gelegen, fällt hier wenig Niederschlag: von West nach Ost abnehmend zwischen 400 mm und 150 mm jährlich. Andererseits gibt es aber lokal reichlich Wasser durch Quellen, die das ganze Jahr über aktiv sind. So entstand in einem Wüstenhabitat eine vielfältige Vegetation.
El Bariyah wird von BirdLife International als besonders wichtige Etappenstation auf der Zugroute vieler Vogelarten sowie als wichtiges Brutgebiet gewürdigt. Die Palästinensische Autonomiebehörde als Antragstellerin bezieht sich hierbei auf ein von Bird Life International als „Mar Saba-Kidrontal“ bezeichnetes, 500 ha großes Gebiet. Hervorgehoben werden folgende Brut- und Standvögel: der Rötelfalke Falco naumanni (etwa zehn Brutpaare), das Arabische Sandhuhn Ammoperdix heyi, der Tristramstar Onychognathus tristramii, der Schmutzgeier Neophron percnopterus und der Jerichonektarvogel Cinnyris osea.
Spuren menschlicher Siedlung gibt es seit prähistorischen Zeiten (Höhlen von ‘Iraq al-Ahmar, Umm Qal’a und Umm Qatafa’). Die Bewohner dieser Höhlen lebten 100.000–10.000 v. Chr. in einem damals bewaldeten Bergland oberhalb eines Flusses. In Umm Qatafa’, einem in den 1930er Jahren untersuchten Fundplatz aus dem Acheuléen, befinden sich die frühesten Spuren prähistorischer Feuernutzung in Palästina.
Die Palastfestung Herodium aus römischer Zeit beherrscht optisch die Landschaft von El-Bariyah. Sie wurde auf einem künstlich aufgeschütteten Hügel angelegt und besitzt eine hochentwickelte Wasserversorgung. Deshalb ließen sich in byzantinischer Zeit (6.–7. Jahrhundert) Mönche an diesem Ort nieder. Sie wandelten die Festung in ein Kloster um und bauten Kirchen am Fuß des Hügels.
Die Landschaft von El Bariyah war in verschiedenen Perioden der Geschichte ein Rückzugsgebiet für Menschen, die der Zivilisation den Rücken kehren wollten, wofür die Erzählung von Jesu Versuchung in der Wüste steht, die von der Tradition hier lokalisiert wurde. Sichtbar wird dies in den Spuren, die byzantinische Eremiten in der Landschaft hinterlassen haben. Eine zentrale Gestalt für das Wüstenmönchtum in Palästina war der heilige Chariton. Von der einst blühenden monastischen Landschaft mit 73 Mönchssiedlungen zeugen die Klöster Mar Saba, das Georgskloster und das Theodosioskloster.
In islamischer Zeit wurden Schreine (maqams) gebaut wie Chan el-Ahmar („Chan der roten Felsen“, das unter Saladin 1187 zerstörte, ehemalige Euthymioskloster) und Maqam an-Nabi Musa (eine „mächtige Anlage mit hohen Schutzmauern, zahlreichen Kuppeln und einem weißen Minarett“), denn hier verlief die muslimische Pilgerstraße nach Mekka.

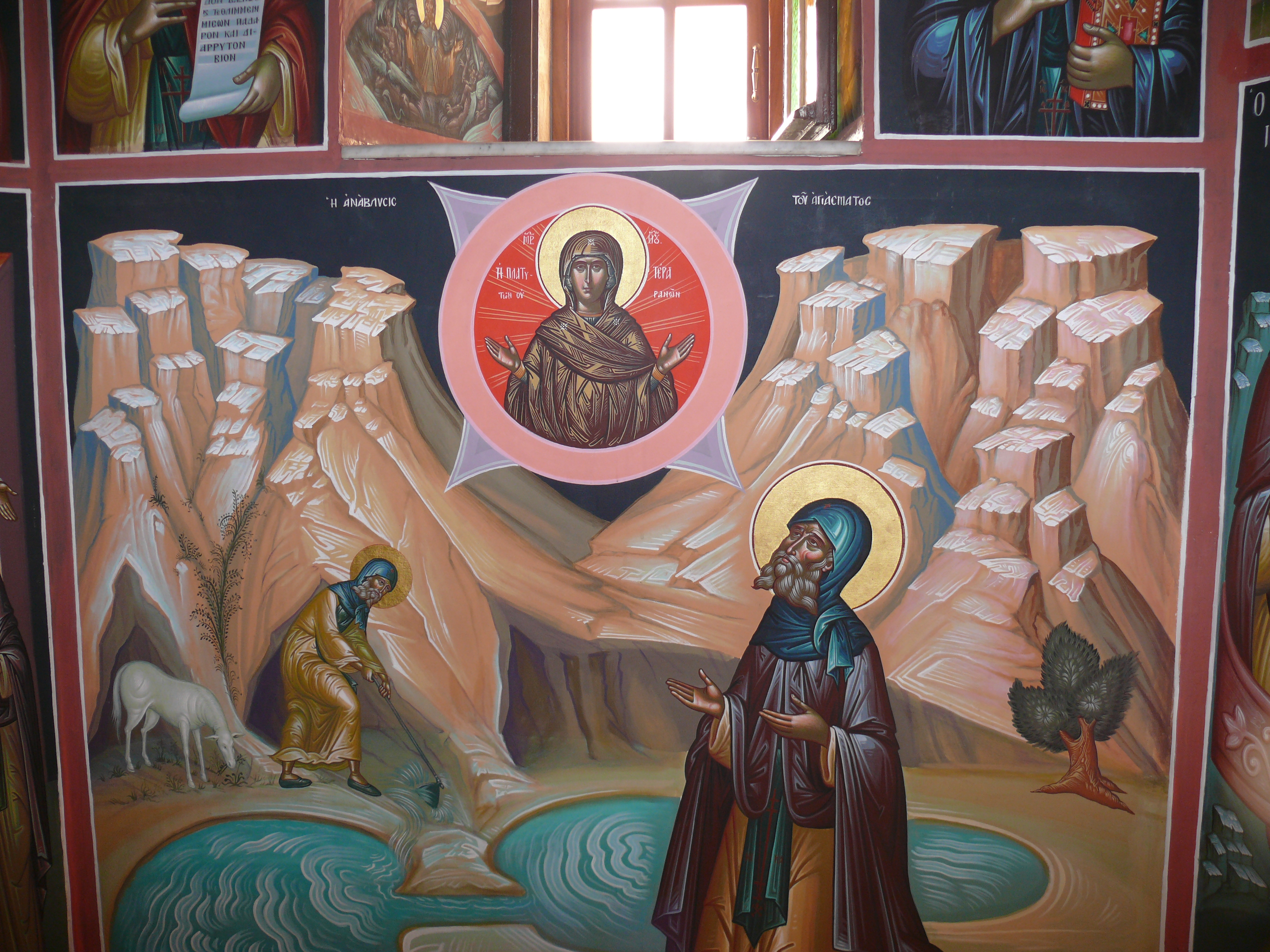
Leben im Wechsel von Arbeit und Gebet, das Ideal der Wüstenmönche (Darstellung im Kloster Mar Saba)

## Weltkulturerbe-Kandidatur
Zur Begründung, dass die Klosterlandschaft einen Weltkulturerbe-Status verdient, wird gemäß den Welterbekriterien angeführt:
- Kriterium I: Von vorgeschichtlicher Zeit (Umm Qatafa’) über die Antike (Herodium) bis in die byzantinische Periode (Wüstenklöster) besitzt die Landschaft von El-Bariyah herausragende Zeugnisse dafür, wie Menschen sich an eine lebensfeindliche Umgebung anzupassen vermochten.
- Kriterium II: Das Mönchtum war in der byzantinischen Zeit eine bedeutende politisch-religiöse Bewegung, und die Landschaft von El-Bariyah war eines der wichtigsten monastischen Zentren weltweit.
- Kriterium III: Das Kloster Mar Saba im Kidrontal wurde im 5. Jahrhundert gebaut und wird bis ins 21. Jahrhundert von Mönchen bewohnt. Es ist ein herausragendes Beispiel kontinuierlicher Entwicklung, was sich auch in der Architektur zeigt.

Die Klosterlandschaft von Bariyah ist geprägt von der Nähe zu den heiligen Stätten in Jerusalem und Bethlehem und hat dadurch ihr eigenes Kolorit, verglichen mit anderen Klöstern, die eine ähnlich lange Geschichte haben, nämlich das Katharinenkloster auf dem Sinai und das Studionkloster in Istanbul.
Die israelische NGO Emek Shaveh sieht die mögliche Aufwertung der Region als Weltkulturerbe als Chance. Der bisher auf Bethlehem fokussierte Tourismus in den Autonomiegebieten habe durch Erschließung des Hinterlandes Entwicklungspotential. Israel nutze die Ausweisung landschaftlich und historisch bedeutsamer Stätten seit langem, um den Tourismus dahin zu lenken, aber auch, um die Identifikation der eigenen Bevölkerung mit dem historischen Erbe zu vertiefen.